# منزل الورد (ذي السفال)

تعديل مصدري - تعديل

منزل الورد هي إحدى قرى عزلة وادي ضباء بمديرية ذي السفال التابعة لمحافظة إب، بلغ تعداد سكانها 1244 نسمة حسب تعداد اليمن لعام 2004.